# Росс-Кендрик, Ронда
Ро́нда Сю́занн Росс-Кендрик (англ. Rhonda Suzanne Ross-Kendrick), урождённая — Си́лберштейн (англ. Silberstein; 14 августа 1971, Лос-Анджелес, Калифорния, США) — американская актриса.

## Биография
Ронда Сюзанн Силберштейн (фамилия Росс-Кендрик при рождении) родилась 14 августа 1971 года в Лос-Анджелесе (штат Калифорния, США) в семье певицы Дайана Росс (род.1944). Биологическом отцом Ронды является музыкальный продюсер Берри Горди, однако при рождении она получила фамилию Силберштейн — фамилию тогдашнего мужа её матери Роберта Эллиса Силберштейна. У неё есть одиннадцать сводных братьев и сестёр: 
Сводные братья и сестры по матери
- Трэйси Джой Силберштейн (род.29.10.1972, наиболее известна как Трэйси Эллис Росс)
- Чадни Лейн Силберштейн (род.04.11.1975, наиболее известна как Чадни Росс)
- Росс Эрн Нэйсс (род.07.10.1987)
- Эван Олав Нэйсс (род.26.08.1988, наиболее известен как Эван Росс)

Сводные братья и сёстры по отцу
- Хэйзел Джой Горди (род.24.08.1954)
- Берри Горди-четвёртый (род. в октябре 1955)
- Терри Джеймс Горди (род. в августе 1956)
- Керри Эшби Горди (род.25.06.1959)
- Шерри Горди
- Кеннеди Уильям Горди (род.15.03.1964)
- Стефан Кендал Горди (род.03.09.1975).

## Карьера
Ронда дебютировала в кино в 1985 году, сыграв роль седьмой небесной танцовщицы в фильме «Удар дракона». В 1997—1999 года Росс-Кендрик играла роль Тони Баррелл в телесериале «Другой мир», за роль которой она получила номинацию «Выдающаяся молодая актриса в драматическом сериале» на премию «Daytime Emmy Awards». Всего она сыграла в 9-ти фильмах и телесериалах.

## Личная жизнь
С 14 сентября 1997 года Ронда замужем за джаз-музыкантом Родни Кендриком. У супругов есть сын — Рэйф-Хенок Эммануэль Кендрик (род.07.08.2009).

## Избранная фильмография
| Год       |   | Русское название | Оригинальное название | Роль                        |
| --------- | - | ---------------- | --------------------- | --------------------------- |
| 1985      | ф | Удар дракона     | The Last Dragon       | седьмая небесная танцовщица |
| 1997—1999 | с | Другой мир       | Another World         | Тони Баррелл                |